# Nikko Boxall
Nikko Daniel Boxall (Auckland, 24 febbraio 1992) è un calciatore neozelandese, difensore dell'Auckland City.

## Carriera

### Club
Ha giocato nella prima divisione dei campionati finlandese, australiano e neozelandese.

### Nazionale
Con l'Under-20 ha preso parte al Mondiale di categoria nel 2011.
Nel 2018 ha esordito con la nazionale neozelandese.

## Statistiche

### Cronologia presenze e reti in nazionale
| Cronologia completa delle presenze e delle reti in nazionale ― Nuova Zelanda | Cronologia completa delle presenze e delle reti in nazionale ― Nuova Zelanda | Cronologia completa delle presenze e delle reti in nazionale ― Nuova Zelanda | Cronologia completa delle presenze e delle reti in nazionale ― Nuova Zelanda | Cronologia completa delle presenze e delle reti in nazionale ― Nuova Zelanda | Cronologia completa delle presenze e delle reti in nazionale ― Nuova Zelanda | Cronologia completa delle presenze e delle reti in nazionale ― Nuova Zelanda | Cronologia completa delle presenze e delle reti in nazionale ― Nuova Zelanda |
| Data                                                                         | Città                                                                        | In casa                                                                      | Risultato                                                                    | Ospiti                                                                       | Competizione                                                                 | Reti                                                                         | Note                                                                         |
| ---------------------------------------------------------------------------- | ---------------------------------------------------------------------------- | ---------------------------------------------------------------------------- | ---------------------------------------------------------------------------- | ---------------------------------------------------------------------------- | ---------------------------------------------------------------------------- | ---------------------------------------------------------------------------- | ---------------------------------------------------------------------------- |
| 24-3-2018                                                                    | San Pedro del Pinatar                                                        | Canada                                                                       | 1 – 0                                                                        | Nuova Zelanda                                                                | Amichevole                                                                   | -                                                                            |                                                                              |
| 2-6-2018                                                                     | Mumbai                                                                       | Kenya                                                                        | 2 – 1                                                                        | Nuova Zelanda                                                                | Coppa Intercontinentale 2018                                                 | -                                                                            |                                                                              |
| 5-6-2018                                                                     | Mumbai                                                                       | Taipei cinese                                                                | 0 – 1                                                                        | Nuova Zelanda                                                                | Coppa Intercontinentale 2018                                                 | -                                                                            | 48’                                                                          |
| 7-6-2018                                                                     | Mumbai                                                                       | India                                                                        | 1 – 2                                                                        | Nuova Zelanda                                                                | Coppa Intercontinentale 2018                                                 | -                                                                            | 50’                                                                          |
| 18-3-2022                                                                    | Doha                                                                         | Papua Nuova Guinea                                                           | 0 – 1                                                                        | Nuova Zelanda                                                                | Qual. Mondiali 2022                                                          | -                                                                            |                                                                              |
| 21-3-2022                                                                    | Doha                                                                         | Nuova Zelanda                                                                | 4 – 0                                                                        | Figi                                                                         | Qual. Mondiali 2022                                                          | -                                                                            | 82’                                                                          |
| 24-3-2022                                                                    | Doha                                                                         | Nuova Zelanda                                                                | 7 – 1                                                                        | Nuova Caledonia                                                              | Qual. Mondiali 2022                                                          | -                                                                            |                                                                              |
| Totale                                                                       |                                                                              | Presenze                                                                     | 7                                                                            |                                                                              | Reti                                                                         | 0                                                                            |                                                                              |

## Palmarès

### Club

#### Competizioni internazionali
- OFC Champions League: 1

Auckland City: 2025